# Marschtief
El Marschtief (en baix alemany Marschdeep) és un afluent pel marge dret del Norder Tief a la Frísia Oriental a l'estat de Baixa Saxònia a Alemanya. Neix al poble de Nessmersiel. El riu rep innombrables petits canals que desguassen els pòlders d'Ostermarsch. Pateix de salinització per la infiltració freàtica d'aigua del mar.
És navegable per canoes i bots sense motor.

## Afluents principals[3]
- Schiffschloot
- Warfertog
- Hilgenrieder Togschloot
- Reitfleettog
- Finkentog
- Kibbelschloot
- Karolinenhoftog
- Vossegattstog
- Rickerstog
- Wischerschloot
- Harketief
- Wahlschloot